# Мариинск (Республика Алтай)
Мариинск — село в Шебалинском муниципальном районе Республики Алтай России, входит в состав Ильинского сельского поселения.

## История
В 1886 году в селе построен «Храм во имя великомученика Пантелеимона»; меценатом выступил бийский купец Тимофей Евграфович Мокин. Храм освятил 14 ноября 1886 года Преосвященный Макарий.

## География
Расположен в горно-степной зоне северо-западной части Республики Алтай, менее 5 км от административной границы с Солонешенским районом Алтайского края и находится по берегам реки Верхний Этагол, в устье р. Шаборта.
Уличная сеть состоит из двух географических объектов: ул. Заречная и ул. Центральная
Абсолютная высота 900 метров выше уровня моря
.

## Население
| 2010 | 2011 | 2012 | 2013 | 2014 | 2015 |
| ---- | ---- | ---- | ---- | ---- | ---- |
| 200  | →200 | ↘195 | ↘190 | ↗197 | ↘191 |
| 2016 |      |      |      |      |      |
| ↘182 |      |      |      |      |      |

## Инфраструктура
Основные инфраструктурные социальные объекты (Ильинская средняя общеобразовательная школа, фельдшерско-акушерский пункт, Дом культуры) расположены
в Ильинке.
экономика
Мариинск, как и Ильинка, центр пантового оленеводства.

## Транспорт
В Мариинск идет дорога из Ильинки. Просёлочные горные дороги ведут в Алтайский край.